# Blue Desert
Blue Desert is de derde single van de Britse muziekgroep Sailor. Na het succes van de eerste single Traffic Jam en de flop van de tweede Let's Go To Town deed ook deze single niets in Nederland. Geen hit- of tipnotering kwam. Blue Desert staat voor het water waar de zeeman zich op bevindt, met een uitzicht op een pin-up poster van Betty Grable en idenkend aan het schatje aan de wal.
Dat de single niets deed is waarschijnlijk te danken aan nu eens andere singstructuur; het klinkt serieuzer dan de andere liedjes op de elpee Sailor; de B-kant Blame It On The Softspot klinkt na al die jaren bekender dan Blue Desert.